# Футвілл (Вісконсин)
Футвілл (англ. Footville) — селище (англ. village) в США, в окрузі Рок штату Вісконсин. Населення — 772 особи (2020).

## Географія
Футвілл розташований за координатами 42°40′17″ пн. ш. 89°12′29″ зх. д. / 42.67139° пн. ш. 89.20806° зх. д. (42.671525, -89.208035).  За даними Бюро перепису населення США в 2010 році селище мало площу 2,90 км², уся площа — суходіл.

## Демографія
Згідно з переписом 2010 року, у селищі мешкало 808 осіб у 299 домогосподарствах у складі 208 родин. Густота населення становила 279 осіб/км².  Було 326 помешкань (113/км²).
Расовий склад населення:
| - 98,4 % — білих - 0,2 % — вихідців з тихоокеанських островів - 0,1 % — чорних або афроамериканців - 0,1 % — азіатів |

До двох чи більше рас належало 0,6 %. Частка іспаномовних становила 1,0 % від усіх жителів.
За віковим діапазоном населення розподілялося таким чином: 23,1 % — особи молодші 18 років, 59,0 % — особи у віці 18—64 років, 17,9 % — особи у віці 65 років та старші. Медіана віку мешканця становила 42,1 року. На 100 осіб жіночої статі у селищі припадало 90,6 чоловіків;  на 100 жінок у віці від 18 років та старших — 87,0 чоловіків також старших 18 років.
Середній дохід на одне домашнє господарство  становив 55 639 доларів США (медіана — 45 804), а середній дохід на одну сім'ю — 63 215 доларів (медіана — 54 375). Медіана доходів становила 34 286 доларів для чоловіків та 34 773 долари для жінок. За межею бідності перебувало 17,2 % осіб, у тому числі 20,8 % дітей у віці до 18 років та 21,7 % осіб у віці 65 років та старших.
Цивільне працевлаштоване населення становило 294 особи. Основні галузі зайнятості: освіта, охорона здоров'я та соціальна допомога — 18,4 %, роздрібна торгівля — 17,3 %, виробництво — 14,6 %, транспорт — 13,6 %.